# Hyalobagrus flavus
Hyalobagrus flavus är en fiskart som beskrevs av Ng och Kottelat, 1998. Hyalobagrus flavus ingår i släktet Hyalobagrus och familjen Bagridae. Inga underarter finns listade i Catalogue of Life.